# 舒特塔尔
舒特塔尔是德国巴登-符腾堡州的一个市镇。总面积50.28平方公里，总人口3216人，其中男性1630人，女性1586人（2011年12月31日），人口密度64人/平方公里。